# 迪季萊

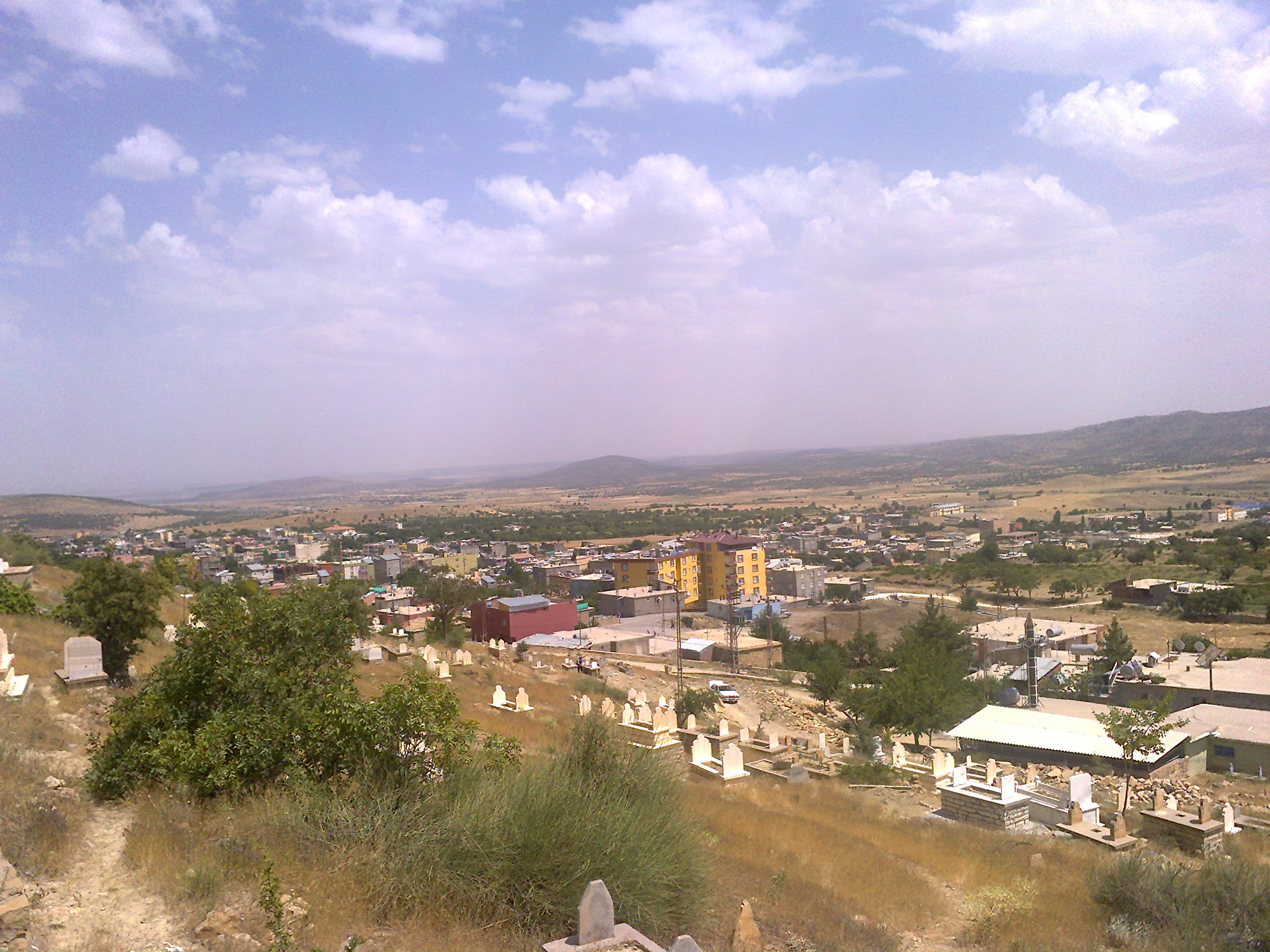
Dicle

迪季萊是土耳其的城鎮，由迪亞巴克爾省負責管轄，位於該國東南部，距離首府迪亞巴克爾92公里，面積705平方公里，海拔高度970米，2008年人口10,219。
38°22′30″N 40°04′24″E / 38.375°N 40.0733333333°E